# レーン＝エムデン方程式

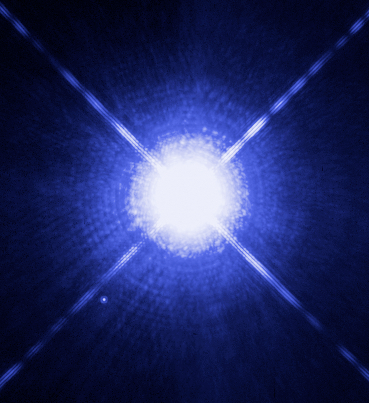
白色矮星。レーン＝エムデン方程式を用いて記述される天体の一例。

宇宙物理学や流体力学において、レーン＝エムデン方程式（レーン＝エムデンほうていしき、Lane–Emden equation）は、球対称な密度分布を示す力学平衡にある自己重力流体を記述する微分方程式である。名称は宇宙物理学者のジョナサン・ホーマー・レーンとロバート・エムデンに由来する。

## 解説
ポリトロピック指数n のレーン＝エムデン方程式は以下の微分方程式として表される。
{\displaystyle {\frac {1}{\xi ^{2}}}{\frac {d}{d\xi }}\left({\xi ^{2}{\frac {d\theta }{d\xi }}}\right)+\theta ^{n}=0}
ここで、ξは半径r を無次元化した変数
{\displaystyle r=\alpha \xi =\left({\frac {(n+1)P_{c}}{4\pi G\rho _{c}^{2}}}\right)^{\frac {1}{2}}\xi }
であり、θは密度ρを無次元化した変数
{\displaystyle \rho =\rho _{c}\theta ^{n}\,}
である。ただし、G は万有引力定数、Pc は球対称な流体の中心圧力、ρc は中心密度であり、ポリトロピック指数n は圧力と密度の関係式（ポリトロピックな関係式）
{\displaystyle P=K\rho ^{1+{\frac {1}{n}}}}
を満たす（ただし、K は定数）。この式を満たす球対称な流体はポリトロープと呼ばれる。

### 境界条件
この方程式は2階の常微分方程式であるから、一意的な解を求めるためには以下の2つの境界条件が必要である。
- {\displaystyle \theta (0)=1\,}
- {\displaystyle \left({\frac {d\theta }{d\xi }}\right)_{\xi =0}=0\,}

第1式は球体の中心（r =0すなわちξ=0）における密度が有限の値ρc を持つことを意味している。第2式は球体の中心で重力がゼロ（m →0）になるのと同時に圧力勾配もゼロ(dP/dr =0)となり、さらに圧力と密度はポリトロピックな関係によって結ばれているので、密度勾配もゼロとなることを意味している。

## 導出
レーン＝エムデン方程式を導出するため、系が球対称であり静水圧平衡が成立することを仮定する。そのような系では、圧力勾配による外向きの力と、万有引力による内向きの力が釣り合うので
{\displaystyle {\frac {1}{\rho }}{\frac {dP}{dr}}=-{\frac {Gm}{r^{2}}}}
が成立する(静水圧平衡の式)。ここでm はr の関数であり、原点を中心とする半径r の球の中に含まれる質量を表す。すなわちm とρの間には
- {\displaystyle m(r)=\int _{0}^{r}4\pi r^{2}\rho (r)dr\,}
- {\displaystyle {\frac {dm}{dr}}=4\pi r^{2}\rho \,}

の関係がある。そのため、静水圧平衡の式の両辺にr 2 を掛けてからr で微分すると
{\displaystyle {\frac {d}{dr}}\left({{\frac {r^{2}}{\rho }}{\frac {dP}{dr}}}\right)=-G{\frac {dm}{dr}}=-4\pi Gr^{2}\rho }
となる。ここでさらに、圧力が密度のべき乗に比例するというポリトロープの関係式
{\displaystyle P=K\rho ^{1+{\frac {1}{n}}}}
を仮定すれば、
{\displaystyle {\begin{aligned}{\frac {d}{dr}}\left({{\frac {r^{2}}{\rho }}{\frac {dP}{dr}}}\right)&=K\left({1+{\frac {1}{n}}}\right){\frac {d}{dr}}\left({r^{2}\rho ^{{\frac {1}{n}}-1}{\frac {d\rho }{dr}}}\right)\\&=-4\pi Gr^{2}\rho \\\end{aligned}}}
となり、ρ(r )についての微分方程式が得られる。最後に、r とρを無次元数ξとθでつぎのように表す。
- {\displaystyle r=\alpha \xi =\left({\frac {(n+1)K\rho _{c}^{{\frac {1}{n}}-1}}{4\pi G}}\right)^{\frac {1}{2}}\xi }
- {\displaystyle \rho =\rho _{c}\theta ^{n}.\,}

ρc は定数であるが、上で定めたθの境界条件よりρc はr =0における密度に等しいことが分かる。これらを代入すれば、求める方程式
{\displaystyle {\frac {1}{\xi ^{2}}}{\frac {d}{d\xi }}\left({\xi ^{2}{\frac {d\theta }{d\xi }}}\right)+\theta ^{n}=0}
が得られる。なおポリトロープの関係式より、r =0における圧力Pc と、ρc との間には
{\displaystyle P_{c}=K\rho _{c}^{1+{\frac {1}{n}}}}
の関係があることも分かる。

## 方程式の解

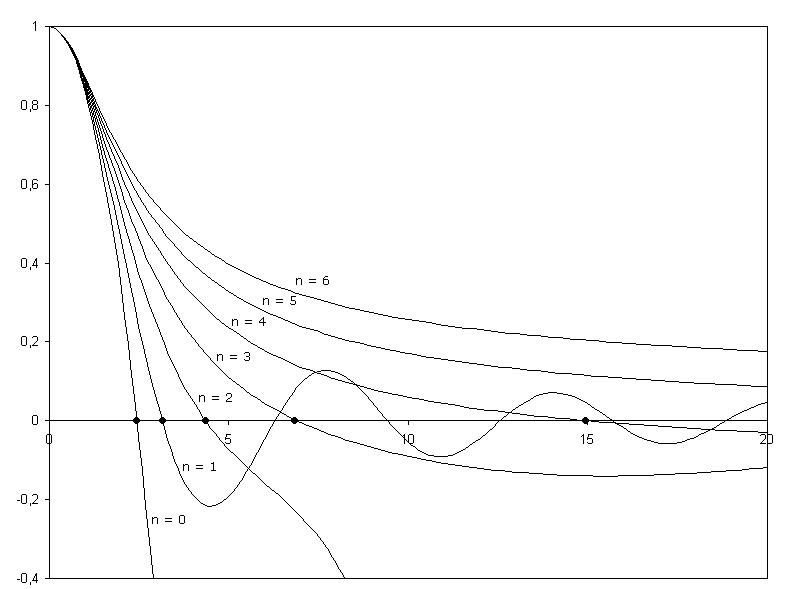
n = 0, 1, 2, 3, 4, 5, 6に対する解。横軸はξ、縦軸はθ。

レーン＝エムデン方程式はn =0,1,5の場合にのみ、解析的に解くことが可能である。その他のn に対する解は数値計算によって求められる。n =0,1,5に対する解は以下のようになる。
| n =                        | 0                                       | 1                                         | 5                                                                      |
| {\displaystyle \theta } =  | {\displaystyle 1-{\frac {\xi ^{2}}{6}}} | {\displaystyle {\frac {\sin \xi }{\xi }}} | {\displaystyle \left(1+{\frac {\xi ^{2}}{3}}\right)^{-{\frac {1}{2}}}} |
| {\displaystyle \xi _{1}} = | {\displaystyle {\sqrt {6}}}             | {\displaystyle \pi }                      | ∞                                                                      |

ここで、ξ1はθ=0となるときのξである。この値は物理的に重要で、θ=0が成り立つとき、圧力と密度もゼロ（P =0, ρ=0）となるので、この位置を星や流体の表面であると考えれば、ξ1を用いて中心からの半径を求めることができる。

## 物理現象への適用例
レーン＝エムデン方程式を実際の物理現象に適用する例として、ポリトロープと見做せる球対称な星の半径と質量の導出を解説する。

### 星の半径
ポリトロープの半径R は、ξの定義式へθ=0となるときのξ、すなわちξ1を代入すれば求められる。
{\displaystyle R=\alpha \xi _{1}=\left({\frac {(n+1)P_{c}}{4\pi G\rho _{c}^{2}}}\right)^{\frac {1}{2}}\xi _{1}}

### 星の質量
ポリトロープの質量M は、半径r の関数としての密度ρ(r )を空間積分した後、r →αξと置き換えて計算すればよい。
{\displaystyle M=\int _{0}^{R}4\pi \rho r^{2}\ dr=\int _{0}^{\xi _{1}}4\pi \rho \alpha ^{3}\xi ^{2}\ d\xi =4\pi \rho _{c}\alpha ^{3}\int _{0}^{\xi _{1}}\theta ^{n}\xi ^{2}\ d\xi }
ここで、レーン＝エムデン方程式を代入し、θn を書き換えると、
{\displaystyle M=4\pi \rho _{c}\alpha ^{3}\int _{0}^{\xi _{1}}\left\{-{\frac {1}{\xi ^{2}}}{\frac {d}{d\xi }}\left({\xi ^{2}{\frac {d\theta }{d\xi }}}\right)\right\}\xi ^{2}\ d\xi =4\pi \rho _{c}\alpha ^{3}\left\{-\xi _{1}^{2}\left({\frac {d\theta }{d\xi }}\right)_{\xi =\xi _{1}}\right\}}
となる。さらに、αの定義を用いれば、
{\displaystyle M=\left({\frac {(n+1)^{3}P_{c}^{3}}{4\pi G^{3}\rho _{c}^{4}}}\right)^{\frac {1}{2}}\left\{-\xi _{1}^{2}\left({\frac {d\theta }{d\xi }}\right)_{\xi =\xi _{1}}\right\}}
となる。
この表記から、n =5の場合はξ1→∞となるが、質量自体は有限の値をとることが分かる。

## 参照
1. ↑  Lane, Jonathan Homer (1870), “On the Theoretical Temperature of the Sun under the Hypothesis of a Gaseous Mass Maintaining its Volume by its Internal Heat and Depending on the Laws of Gases Known to Terrestrial Experiment”, The American Journal of Science and Arts, 2nd series 50:  57–74